# 克里斯·科特
克里斯·科特（Chris Ketter，1961年2月12日—）是一位澳洲政治人物。他的黨籍是澳洲工黨。自2014年至2019年，他是代表昆士蘭州的澳大利亞參議院議員之一。